# Asmaa James
Asmaa James   (Freetown, segle XX) és una periodista i activista social pels drets de les dones de Sierra Leone. El 2019, la BBC la va incloure a la llista 100 Women com una de les cent dones més inspiradores i influents del món.

## Trajectòria
James va néixer a Freetown, la capital de Sierra Leona, però va créixer com a òrfena a Pujehun. El 2016, va ser seleccionada per al premi Mandela Washington Fellowship for Young African Leaders, fet que li va proporcionar l'oportunitat de perfeccionar les seves habilitats i desenvolupar-se professionalment en una institució d'educació superior als Estats Units.
Actualment, és la presentadora de Good Morning Sierra Leone (Bon dia Sierra Leone), un programa de ràdio sobre drets humans a Radio Democracy 98.1. Anteriorment, havia treballat com a reportera de ràdio i va ser directora de Radio Democracy (www.radiodemocracy.sl), una cadena de ràdio independent popular sense ànim de lucre. També va exercir el lloc de vicepresidenta de la Sierra Leone Reporters Union (el sindicat de periodistes reporters de Sierra Leone) i el de presidenta de Women in the Media Sierra Leone (WIMSAL), una organització que dona suport i proporciona protecció a les dones en els mitjans de comunicació de Sierra Leone.
James va crear la Fundació Asmaa James, després del brot d'Ebola a l'Àfrica de l'oest de 2014. La seva fundació ofereix suport a nenes d'entorns vulnerables, oferint-los accés a l'educació primària, tutoria, habilitats de supervivència i educació sexual. El desembre de 2018, James va iniciar la campanya del Black Tuesday (Dimarts Negre) per protestar contra l'augment de la violació i abús de nenes menors de 12 anys. Aquesta campanya va animar les dones a vestir-se de negre l'últim dimarts de cada mes. La campanya va aconseguir que el president en funcions de Sierra Leone, Julius Maada Bio, declarés emergència nacional la lluita contra l'abús sexual infantil i reformés les polítiques sobre violència sexual al país.

## Premis i reconeixements
- 2014 - James va ser reconeguda com la periodista més destacada a Sierra Leone per la Comissió de Mitjans Independents.[3]
- 2016 - Mandela Washington Fellow.[4]
- 2019 - Reconeguda com una de les 100 dones de la BBC.[2]